# Кубок другої ліги України з футболу
Кубок другої ліги — турнір, що проводився ПФЛ у сезоні 1999/2000 та 2000/2001. Турнір був запроваджений задля збільшення кількості офіційних матчів у команд другої ліги, а також з метою розширення змагальної діяльності, популяризації та підвищення престижу професіонального футболу в Україні. Фіналісти та півфіналісти кубка отримували право виступати в 1/16 кубка України.

## Фінали
| Сезон   | Місце проведення                        | Переможець             | Рахунок       | Фіналіст             |
| ------- | --------------------------------------- | ---------------------- | ------------- | -------------------- |
| 1999/00 | 6 травня 2000 р. Київ, Стадіон «Динамо» | «Борисфен» (Бориспіль) | 2 : 0 (0 : 0) | СК «Херсон» (Херсон) |
| 2000/01 | 9 травня 2001 р. Київ, Стадіон «ЦСКА»   | «Полісся» (Житомир)    | 4 : 0 (2 : 0) | «Титан» (Армянськ)   |

## Статистика по клубам
| М | Клуб                         | Перемоги | Фінали | Півфінали | Сезони перемог | Сезони фіналів | Сезони півфіналів |
| - | ---------------------------- | -------- | ------ | --------- | -------------- | -------------- | ----------------- |
| 1 | «Борисфен» (Бориспіль)       | 1        | 0      | 0         | 1999/00        | —              | —                 |
| 2 | «Полісся» (Житомир)          | 1        | 0      | 0         | 2000/01        | —              | —                 |
| 3 | СК «Херсон» (Херсон)         | 0        | 1      | 0         | —              | 1999/00        | —                 |
| 4 | «Титан» (Армянськ)           | 0        | 1      | 0         | —              | 2000/01        | —                 |
| 5 | «Поділля» (Хмельницький)     | 0        | 0      | 1         | —              | —              | 1999/00           |
| 6 | «Металіст-2» (Харків)        | 0        | 0      | 1         | —              | —              | 1999/00           |
| 7 | «Сокіл» (Золочів)            | 0        | 0      | 1         | —              | —              | 2000/01           |
| 8 | «Машинобудівник» (Дружківка) | 0        | 0      | 1         | —              | —              | 2000/01           |